# McHenry (Kentucky)
McHenry és una població dels Estats Units a l'estat de Kentucky. Segons el cens del 2000 tenia 417 habitants.

## Demografia
Segons el cens del 2000, McHenry tenia 417 habitants, 161 habitatges, i 118 famílies. La densitat de població era de 230 habitants/km².
Dels 161 habitatges en un 32,3% hi vivien nens de menys de 18 anys, en un 53,4% hi vivien parelles casades, en un 13,7% dones solteres, i en un 26,1% no eren unitats familiars. En el 19,9% dels habitatges hi vivien persones soles el 6,8% de les quals corresponia a persones de 65 anys o més que vivien soles. El nombre mitjà de persones vivint en cada habitatge era de 2,59 i el nombre mitjà de persones que vivien en cada família era de 3.
Per edats la població es repartia de la següent manera: un 27,6% tenia menys de 18 anys, un 7,9% entre 18 i 24, un 30,9% entre 25 i 44, un 20,4% de 45 a 60 i un 13,2% 65 anys o més.
L'edat mediana era de 35 anys. Per cada 100 dones de 18 o més anys hi havia 96,1 homes.
La renda mediana per habitatge era de 23.000 $ i la renda mediana per família de 28.750 $. Els homes tenien una renda mediana de 28.750 $ mentre que les dones 15.104 $. La renda per capita de la població era de 12.847 $. Entorn del 20,2% de les famílies i el 24,1% de la població estaven per davall del llindar de pobresa.

## Poblacions més properes
El següent diagrama mostra les poblacions més properes.